# NP (Komplexitätsklasse)
In der Informatik bezeichnet NP (für nichtdeterministisch polynomielle Zeit) eine fundamentale Komplexitätsklasse aus dem Bereich der Komplexitätstheorie.
Intuitiv beschrieben, enthält NP die Entscheidungsprobleme, bei denen es für „Ja“-Antworten Beweise gibt, die effizient (in Polynomialzeit) verifiziert werden können. Es kann aber aufwändig sein, einen solchen Beweis zu finden. Alternativ kann man also NP beschreiben als die Klasse der Entscheidungsprobleme, die von einer nichtdeterministischen Turingmaschine (NTM) in Polynomialzeit bezüglich der Eingabelänge gelöst werden können. Wenn ein Rechenzweig der NTM einen Beweis findet und erfolgreich überprüft, dann akzeptiert die die Eingabe, und die Antwort ist „Ja“.
Besonders interessant sind die NP-vollständigen Probleme. Das sind die Probleme in NP, auf die jedes andere Problem in NP polynomiell reduziert werden kann und die somit die schwierigsten Probleme in NP darstellen. NP-vollständige Probleme lassen sich vermutlich nicht effizient lösen. Alle bekannten deterministischen Algorithmen für diese Probleme erfordern im schlechtesten Fall (für die schwierigsten Probleminstanzen) exponentiellen Rechenaufwand, und es wird vermutet, dass es keine Algorithmen gibt, die alle Probleminstanzen in polynomieller Zeit lösen. Die Bestätigung oder Widerlegung dieser Vermutung ist das P-NP-Problem, eines der wichtigsten offenen Probleme der Informatik. Das vielleicht bekannteste NP-vollständige Problem ist das Problem des Handlungsreisenden in seiner Entscheidungsversion. Dieses fragt danach, ob durch gegebene Städte eine Rundreise existiert, deren Länge eine gegebene Grenze nicht überschreitet.
Gelegentlich wird NP fälschlich als die Klasse der nicht in Polynomialzeit lösbaren Probleme bezeichnet. Die Klasse NP definiert aber lediglich eine obere Schranke für die Komplexität der enthaltenen Probleme und enthält auch alle durch eine deterministische Maschine in Polynomialzeit lösbaren Probleme. Richtig ist, dass für NP-vollständige Probleme (und einige weitere in NP) nicht bekannt ist, ob sie deterministisch in Polynomialzeit lösbar sind; man vermutet, dass dies nicht der Fall ist.

## Äquivalente Charakterisierungen
Nach einer alternativen Definition ist ein Entscheidungsproblem genau dann in NP, wenn eine gegebene Lösung für das entsprechende Suchproblem von einer deterministischen Turingmaschine in Polynomialzeit überprüft werden kann. Das hat den Vorteil, dass sich NP-Problem im Deutschen auch als Nachweis-polynomielles Problem lesen lässt, das heißt, der Nachweis einer positiven Antwort kann in polynomiell beschränkter Zeit vollzogen werden.
Eine weitere Charakterisierung von NP gibt es in der deskriptiven Komplexitätstheorie.
Nach dem Satz von Fagin ist eine Sprache L genau dann in NP, wenn es einen Satz in der existenziellen Prädikatenlogik zweiter Stufe (SO∃) gibt, der L beschreibt.

## Formale Definition
Von beiden Charakterisierungen kann man eine formale Definition wie folgt angeben:

### Sprachakzeptanz-Definition
Eine Sprache {\displaystyle L} ist in {\displaystyle {\text{NP}}}, falls es eine nichtdeterministische Turingmaschine {\displaystyle M} und ein Polynom {\displaystyle p} gibt, sodass gilt:
- Bei Eingabe von {\displaystyle x} hält {\displaystyle M} nach höchstens {\displaystyle p(|x|)} Schritten (jeder Lauf von {\displaystyle M} auf {\displaystyle x} hat also maximal Länge {\displaystyle p(|x|)}).
- {\displaystyle x\in L} genau dann, wenn es mindestens einen akzeptierenden Lauf von {\displaystyle M} auf {\displaystyle x} gibt.

Mit anderen Worten ist {\displaystyle L\in {\text{NP}}} genau dann, wenn es einen polynomiell rechenzeitbeschränkten Verifikator {\displaystyle M} für alle Wörter aus {\displaystyle L} mit {\displaystyle L(M)=L} gibt.

### Suchproblem-Definition
Eine Sprache L ist in NP, falls es eine Relation {\displaystyle R_{L}\subseteq \{0,1\}^{*}\times \{0,1\}^{*}} und ein Polynom p gibt, sodass gilt:
- {\displaystyle R_{L}} wird von einer deterministischen und polynomiell zeitbeschränkten Turingmaschine erkannt, und
- x ∈ L genau dann, wenn es y gibt mit |y| ≤ p(|x|) und {\displaystyle (x,y)\in R_{L}}.

Hierbei wird y auch Zertifikat von x genannt, und, im Wahrheitsfall, ein „Beweis“ (proof) oder ein „Zeuge“ (witness) für x, daher auch der (englische) Name „witness relation“ für die Relation {\displaystyle R_{L}}.

### Äquivalenz der Definitionen
Gibt es eine NTM M, die L erkennt, so gibt es zu jedem x ∈ L eine akzeptierende Rechnung von M, welche sich in einen String {\displaystyle \alpha _{M}(x)} kodieren lässt. Die Relation {\displaystyle R_{L}} ist dann {\displaystyle R_{L}=(x,\alpha _{M}(x))} für alle x ∈ L und erfüllt die obigen Eigenschaften, denn die akzeptierende Rechnung ist polynomiell in der Länge von x beschränkt und kann deterministisch in polynomieller Zeit überprüft werden.
Gibt es umgekehrt eine Relation {\displaystyle R_{L}} nach obiger Definition, so kann eine NTM M konstruiert werden, die ein entsprechendes y zunächst nichtdeterministisch rät, und dann mittels einer DTM für {\displaystyle R_{L}} überprüft, ob {\displaystyle (x,y)\in R_{L}}, also x ∈ L.

## Beziehung zu anderen Komplexitätsklassen
Die Klasse der Entscheidungsprobleme, deren Komplemente in NP liegen, wird mit Co-NP bezeichnet. NP und Co-NP sind wegen {\displaystyle P\subseteq {\mbox{NP}}\cap {\mbox{Co-NP}}} nicht disjunkt. Es ist unklar, ob NP = Co-NP gilt. Dies würde jedoch aus P=NP folgen, da P unter Komplementbildung abgeschlossen ist.
Meist sind für Beziehungen zwischen Komplexitätsklassen nur Inklusionsrelationen bekannt. Nicht bekannt ist, ob jeweils eine echte Teilmengenbeziehung gilt:
L ⊆ NL ⊆ LOGCFL ⊆ NC ⊆ P ⊆ NP ⊆ PSPACE = NPSPACE ⊆ EXPTIME ⊆ NEXPTIME ⊆ EXPSPACE = NEXPSPACE
Die folgenden echten Inklusionen sind bekannt:
LOGCFL ⊂ PSPACE
P ⊂ EXPTIME
PSPACE ⊂ EXPSPACE
Q ⊂ NP

## Eigenschaften von NP
Die Klasse NP ist abgeschlossen unter
- Vereinigung
- Durchschnitt
- Konkatenation
- Kleene-Stern
- epsilon-freien Homomorphismen
- inversen Homomorphismen

## Offene Probleme
Die Antworten auf die folgenden Fragen sind bisher nicht bekannt:
- NP ⊆ P? (P-NP-Problem)
- PSPACE ⊆ NP?
- EXPTIME ⊆ NP?
- NP ⊆ Co-NP?
- Co-NP ⊆ NP?

## Bekannte Probleme in NP
- Karps 21 NP-vollständige Probleme
- SAT ist NP-vollständig.
- Das Cliquenproblem ist NP-vollständig.
- Das Hamiltonkreisproblem ist NP-vollständig.[1]
- Das Rucksackproblem ist NP-vollständig.
- Independent Set ist NP-vollständig.[2]
- CSAT ist NP-vollständig.[3]
- 3-SAT ist NP-vollständig.[4]
- NODE-COVER ist NP-vollständig.[5]
- Problem des Handlungsreisenden ist NP-vollständig.[6]

Alle Probleme in P sind auch in NP enthalten, da sich aus jeder deterministischen Turingmaschine trivialerweise eine äquivalente nichtdeterministische Turingmaschine konstruieren lässt. Das Problem zu entscheiden, ob zwei Graphen zueinander isomorph sind (Graphisomorphieproblem), ist ebenfalls in NP und es ist nicht bekannt, ob es NP-vollständig ist.